# Faisal II
Faisal II (tiếng Ả Rập: الملك فيصل الثاني, al-Malik Fayṣal al-thānī) (2 tháng 5 năm 1935–14 tháng 7 năm 1958) là vị vua cuối cùng của Iraq, ông trị vì từ ngày 4 tháng 4 năm 1939 cho đến tháng 7 năm 1958, khi ông bị giết trong một cuộc đảo chính. Vụ này đánh dấu sự kết thúc của chế độ quân chủ Hashemite kéo dài 37 năm ở Iraq. Iraq sau đó trở thành một nước cộng hòa, do Abd al-Karim Qasimđứng đầu.